# Willem Frederik van Brandenburg-Ansbach
Willem Frederik van Brandenburg-Ansbach (Ansbach, 8 januari 1686 - Unterreichenbach, 7 januari 1723) was een zoon van Johan Frederik van Brandenburg-Ansbach en diens tweede echtgenote Eleonora Erdmuthe Louisa van Saksen-Eisenach.
In 1703 volgde hij zijn halfbroer George Frederik II van Brandenburg-Ansbach op als markgraaf van Ansbach.
Willem Frederik was in 1709 gehuwd met Christiane Charlotte van Württemberg (1694-1729), dochter van Frederik Karel van Württemberg, en was de vader van:
- Karel Willem Frederik (1712-1757)
- Eleonora (1713-1714)
- Frederik Karel (1715-1716).